# اچ‌ام‌اس هازارد (۱۸۳۷)
اچ‌ام‌اس هازارد (۱۸۳۷) (به انگلیسی: HMS Hazard (1837)) یک کشتی بود که طول آن ۱۰۹ فوت ۶ اینچ (۳۳٫۳۸ متر) بود. این کشتی در سال ۱۸۳۷ ساخته شد.